# Filaki
Filaki (en griego, Φυλακή) es un pueblo de Grecia ubicado en la isla de Creta. Pertenece a la unidad periférica de La Canea, al municipio de Apokóronas y a la unidad municipal de Georgiúpoli. En el año 2011 contaba con una población de 45 habitantes.

## Yacimiento arqueológico
A 1 km al noroeste de este pueblo hay un yacimiento arqueológico donde se encontró una importante tumba abovedada del periodo minoico III tardío (que corresponde a los siglos XIV-XIII a. C.)
Esta tumba fue excavada en 1981, y consta de un dromos de unos 11 metros de largo que conduce a una cámara rectangular (de 3,40 x 3,65 m) de piedra caliza con un techo en forma piramidal. Los restos de huesos hallados en ella aparecieron dispersos por toda la tumba; entre los mismos, destacan los de un adulto y de un niño, pero se desconoce el número exacto de entierros que contenía. Puesto que se encontraron huellas de fuego junto a restos de animales bovinos, se cree que se realizaron sacrificios de animales en este lugar. Se estima que la tumba fue saqueada apresuradamente en una fecha desconocida. Entre los hallazgos de ajuar funerario destacan unas placas de marfil talladas en relieve donde se representan escudos en forma de ocho, cabezas de guerreros con cascos de colmillos de jabalí, esfinges, gamuzas, hojas de hiedra, rosetas, papiros y columnas. También se encontraron numerosas cuentas, un collar de oro, colgantes, horquillas de hueso, anillos de hueso y de plata, una diadema, quince sellos tallados de piedras semipreciosas, armas y otros objetos de bronce.